# Alsea
Alsea — мексиканская компания, оператор сетей заведений общественного питания. По договору франчайзинга управляет сетями под такими брендами, как Domino’s Pizza, Starbucks, Burger King, Foster's Hollywood, P. F. Chang's, Chili's, T.G.I. Fridays, The Cheesecake Factory, а также владеет сетью Vips. Кроме Мексики работает в ряде стран Южной Америки и Европы.

## История
В 1990 году братья Косме, Альберто и Армандо Торрадо открыли пиццерию Domino’s Pizza и приобрели мастер-франшизу на этот бренд в Мексике. В 1999 году компания Alsea провела размещение своих акций на Мексиканской фондовой бирже. В 2002 году были куплены франшизы Starbucks и Burger King. В 2005 году были куплены права на бренд ресторанов Chili’s Grill & Bar. В 2006 году деятельность компании вышла за пределы Мексики, в этом году были куплены франшизы Burger King в Аргентине и Чили. В следующем году компания стала оператором кофеен Starbucks в этих же странах. В 2008 году компания начала развивать сеть Domino’s Pizza в Колумбии. В 2009 году было подписано франчайзинговое соглашение с сетью ресторанов P. F. Chang’s. В 2013 году были куплены все операции Starbucks в Мексике, Аргентине, Чили и Колумбии.
В 2014 году у Wal-Mart de México была куплена сеть ресторанов Vips. Также в этом году была поглощена испанская компания Grupo Zena, оператор франчайзинговых сетей Domino’s Pizza, Foster’s Hollywood и Burger King. В 2016 году в Колумбии была куплена сеть Archie’s. В 2019 году были куплены франшизы Starbucks во Франции, Бельгии, Нидерландах и Люксембурге

## Собственники и руководство
Крупнейшим акционером является семь Торрадо Мартинес, ей в 2024 году принадлежало 36,5 % акций.
Возглавляет компанию Альберто Торрадо Мартинес (Alberto Torrado Martínez).

## Деятельность
По состоянию на конец 2023 года у компании было 4622 точки общепита, из них 1070 управлялись другими компаниями по договору субфранчайзинга. Точки компании делятся на 3 категории: фаст-фуд, кофейни и обычные рестораны. Фаст-фуд представлен брендами Domino’s Pizza (1441 точка) и Burger King (425 точек), компания управляет этими сетями в Мексике и Испании, а также в некоторых странах Южной Америки. Кофейни Starbucks (1777 точек) имеются в Мексике, Франции, Испании, Аргентине, Чили, Нидерландах, Колумбии, Бельгии, Португалии, Уругвае, Парагвае и Люксембурге. Сети ресторанов компании работают в Мексике, Испании, Португалии и Чили, используются названия Foster's Hollywood (221), Ginos (120), Italianni’s (76), Chili's (77), Archie’s (29), P. F. Chang's (31), T.G.I. Fridays (13), The Cheesecake Factory (7). Собственная сеть Vips насчитывает 405 ресторанов
Распределение точек по странам в 2023 году было следующим: Мексика — 2313, Испания — 1122, Колумбия — 255, Аргентина — 250, Чили — 248, Франция — 245, Нидерланды — 101, Бельгия — 35, Португалия — 27, Уругвай — 19, Люксембург — 4, Парагвай — 3.